# Mandataire judiciaire à la protection des majeurs
Un mandataire judiciaire à la protection des majeurs, abrégé MJPM, est un professionnel assermenté qui exerce le suivi de personnes majeures protégées, dans le cadre du mandat judiciaire qui le désigne (mesures de tutelle, de curatelle, de sauvegarde de justice, d'accompagnement judiciaire).
Il est autorisé à exercer ses fonctions à condition d'être titulaire d'un Certificat National de Compétences et d'être inscrit sur une liste préfectorale, après avoir été autorisé à exercer par agrément de la Direction de la Cohésion Sociale et d'être assermenté. Il peut se voir confier, par le Juge des contentieux de la protection (anciennement Juge des Tutelles avant le 1/01/2020), des mandats de protection judiciaire. La loi no 68-5 du 3 janvier 1968, qui encadrait ce métier, a été réformée par la loi du 5 mars 2007 applicable à partir du 31 décembre 2008.  
Le serment du MJPM : "Je jure et promets de bien et loyalement exercer le mandat qui m'est confié par le juge et d'observer, en tout, les devoirs que mes fonctions m'imposent. Je jure également de ne rien révéler ou utiliser de ce qui sera porté à ma connaissance à l'occasion de l'exercice du mandat judiciaire."

## Le cadre professionnel
Le cadre professionnel du MJPM est réglementé par le Code de l'action sociale et des familles et par le Code Civil. 
Le métier de Mandataire Judiciaire à la Protection des Majeurs a été institué en France par la loi du 5 mars 2007 (portant réforme de la protection juridique des majeurs). Il fait suite à la fonction de tuteur aux majeurs protégés et de délégué aux prestations sociales.
Le MJPM peut exercer son activité :
- pour le compte d'une association tutélaire (à qui l'Etat donne agrément pour la création d'un Service Mandataire Judiciaire à la Protection des Majeurs) : il est alors un salarié à qui l'on délègue une partie des responsabilités confiées dans le cadre du mandat de protection. C'est l'association tutélaire qui est désignée par le Juge et non le professionnel-salarié lui-même.: on cite volontiers les associations tutélaires  départementales type UDAF.
- A titre libéral [5],
- en tant que préposé d'un établissement hospitalier, social ou médico-social : il est alors responsable des mandats qu'il exerce, mais son salaire est versé par l'établissement avec qui il est en contrat de travail.(cette fonction tend à disparaitre).

## Sa fonction
Le MJPM doit faire preuve de connaissances à la fois en matière juridique et en travail social. En tant qu'auxiliaire de justice, il doit également faire preuve d'une grande intégrité morale.
Le MJPM est chargé de protéger les personnes vulnérables et/ou leur patrimoine, suivant le mandat judiciaire confié par le Juge, ou dans le cadre d'un mandat de protection future. Il a obligation d'utiliser les moyens à sa disposition afin de veiller à favoriser autant que possible, l’autonomie de la personne protégée (article 415 du Code Civil) . À cet égard, il doit également se rendre disponible pour les majeurs protégés, tenir compte de leur environnement familial et des intervenants qui l'accompagnent à titre professionnel. Il aura l'obligation de faire preuve d'une grande discrétion vis-à-vis de la personne protégée, afin de respecter sa vie privée comme ses projets de vie. 
Article 415 du Code civil. Les personnes majeures reçoivent la protection de leur personne et de leurs biens que leur état ou leur situation rend nécessaire selon les modalités prévues au présent titre. Cette protection est instaurée dans le respect des libertés individuelles, des droits fondamentaux et de la dignité de la personne. Elle a pour finalité l'intérêt de la personne protégée. Elle favorise, dans la mesure du possible, l'autonomie de celle-ci. Elle est un devoir des familles et de la collectivité publique.
Il peut exercer les mesures de protection des majeurs, ordonnées par l'autorité judiciaire, soit dans le cadre de la sauvegarde de justice soit au titre de la curatelle, de la tutelle ou de la mesure d'accompagnement judiciaire.

## Les principes de la protection juridique des majeurs
Le code civil par la loi sur la protection juridique des majeurs réaffirme 3 principes fondamentaux de la protection juridique, les principes de :
- nécessité, qui conduit à exiger un certificat médical circonstancié (CMC) pour la mise en place d'une mesure[8]
- subsidiarité, qui correspond au choix par le juge des tutelles du dispositif juridique le plus léger et portant le moins possible atteinte aux droits du majeur protégé[9]
- proportionnalité, qui ouvre la possibilité au juge d'adapter la mesure de protection juridique proportionnellement au degré de vulnérabilité et aux besoins de la personne[10]

## Historique du métier
La fonction de mandataire judiciaire à la protection des majeurs fait suite à celle de « gérant de tutelle » et de « délégué à la tutelle d'État » qui étaient des professionnels ou des bénévoles nommés par le juge des tutelles réunissant les conditions de l'ancien article 499 du Code civil.
La loi du 5 mars 2007 établit plus clairement les missions et le cadre de travail du MJPM. Cette loi fait suite à différents textes (loi no 68-5 du 3 janvier 1968 et décret du 6 novembre 1974) qui amenaient une dispersion dans la fonction de gérant de tutelle. Le "Gérant de tutelle" devait accomplir sa mission "en bon père de famille", tandis que le MJPM devient un professionnel dont les fonctions sont plus clairement réglementées depuis 2008. 

## La formation
Le Certificat National de Compétence de mandataire judiciaire à la protection des majeurs (CNC MJPM) est le diplôme obtenu à l'issue d'une formation complémentaire à une qualification préalable de niveau III.
À condition de respecter certaines conditions d'âge (25 ans minimum) et d'expérience professionnelle (3 ans minimum), il est possible d'être candidat à une formation validée par un Certificat National de Compétences. Deux mentions sont possibles :
- mesure judiciaire à la protection des majeurs
- mesure d’accompagnement judiciaire

## Les degrés de protection judiciaire
Le MJPM peut être amené à devenir responsable de plusieurs types de mandats de protection  :
- les mesures "civiles" : sauvegarde de justice, curatelle simple, curatelle renforcée, tutelle.
- Le mandat de protection future, qui permet de désigner à l'avance et par soi-même, la personne que le Juge des tutelles pourra désigner aux fins d'assurer sa propre protection, pour le cas où un événement conduirait à l'altération des facultés mentales ou physiques de sorte que l'autogestion devienne impossible à accomplir.

Les mesures prononcées par le Juge des tutelles, qui aura été saisi par un médecin expert sur communication d'un certificat médical circonstancié, peuvent concerner uniquement la protection des biens d'une personne majeure, uniquement la protection de la personne elle-même, ou bien les deux. 
Une personne, son entourage proche ou bien les professionnels du secteur social ou médico-social peuvent faire la demande d'une mesure de protection auprès du Tribunal d'Instance, si cela semble nécessaire. La personne concernée devra être examinée préalablement par un médecin expert auprès du Tribunal, afin qu'il soit attesté qu'une maladie, un handicap ou un accident aient altéré ses facultés physiques ou intellectuelles, au point qu'elle ne puisse plus assurer sa sécurité personnelle ou patrimoniale. C'est uniquement après avoir été saisi par un médecin expert que le juge pourra décider s'il est opportun de prononcer une mesure de protection juridique. L'incapacité juridique du majeur protégé renvoie à l'impossibilité de conclure des contrats en raison de la situation particulière dans laquelle il se trouve. L'incapacité prononcée par la justice vise à le protéger contre certains abus, par exemple. En priorité exercée par la famille, cette mesure de protection (de la personne et de son patrimoine) peut être relayée par un tuteur professionnel, comme dans le cas complexe très médiatisé de Vincent Lambert. 
- la mesure d’accompagnement judiciaire (MAJ)[15]

Cette mesure constitue, avec la mesure d’accompagnement social personnalisé (MASP), les deux mesures d’accompagnement social et budgétaire. Dans ce cas, le MJPM gère tout ou partie des prestations sociales du majeur, en vue de l'aider à rétablir son autonomie dans la gestion de ses ressources et lui permettre un ré-apprentissage de sa gestion budgétaire afin qu'il puisse retrouver son autonomie. Cette mesure contraignante est imposée par le juge des tutelles. À la différence de la MASP qui est mise en place par le Conseil Départemental, la MAJ devient une obligation pour la personne qui est concernée par la mesure. Mais, contrairement aux mesures de protection juridique, la MAJ n’entraîne pas  d’incapacité juridique. La personne concernée peut procéder à tous les actes de la vie civile.
- la mesure d'habilitation familiale : les MJPM ne sont pas concernés par cette mesure restant dans la sphére familiale. L'habilitation familiale permet à un proche (parent, enfant, grand-parent, frère, sœur, époux(se), concubin(e), partenaire de Pacs) de représenter ou d'assister une personne pour assurer la sauvegarde de ses intérêts. Cette habilitation est mise en place lorsque la personne n'est pas en mesure d'exprimer sa volonté au quotidien, de faire ou de comprendre les actes de la vie courante. L'habilitation familiale est ordonnée par le juge uniquement en cas de nécessité, lorsque les représentations habituelles (procuration, mandat de protection future, régime matrimonial, par exemple) ne permettent pas suffisamment de protéger les intérêts de la personne. La mesure dite d'habilitation suiit le même chemin juridique que les mesures de tutelle ou curatelle.

## Personnes concernées
En France près de 800.000 personnes majeures bénéficient d’une mesure de protection juridique. Une personne affaiblie par l'âge, touchée par une maladie, atteinte d'un handicap ou blessée à la suite d'un accident de la vie peut être amenée à être accompagnée par un MJPM.
Selon le cas de figure, la mesure de protection accorde plus ou moins de responsabilité et de pouvoir au majeur protégé et à son MJPM, en favorisant autant que possible l'autonomie de la personne vulnérable.  

La Charte des droits et libertés de la personne majeure protégée énonce les principes en vertu desquels la protection juridique est assurée. 
Dans le cadre du projet de loi relatif à l’adaptation de la société au vieillissement, l'UNAF s'interroge sur la protection juridique des personnes âgées. Il est pourtant nécessaire d'avoir à l'esprit que les personnes âgées ne sont pas les seules concernées par les mandats de protection : un handicap lourd ou un accident peuvent entraîner une protection judiciaire, même temporaire. La réglementation relative à la protection des majeurs encadre la durée des mandats, qui doivent être révisés tous les cinq ans. Le principe de nécessité doit être régulièrement vérifié : une personne ne peut être protégée définitivement par une mesure civile. La reconduction des mesures de protection doit être argumentée et sa nécessité, confirmée par certificat médical.